# Cyathea pseudobellisquamata
Cyathea pseudobellisquamata là một loài dương xỉ trong họ Cyatheaceae. Loài này được Janssen & Rakotondr. mô tả khoa học đầu tiên năm 2008.
Danh pháp khoa học của loài này chưa được làm sáng tỏ. 